# Design ativismo

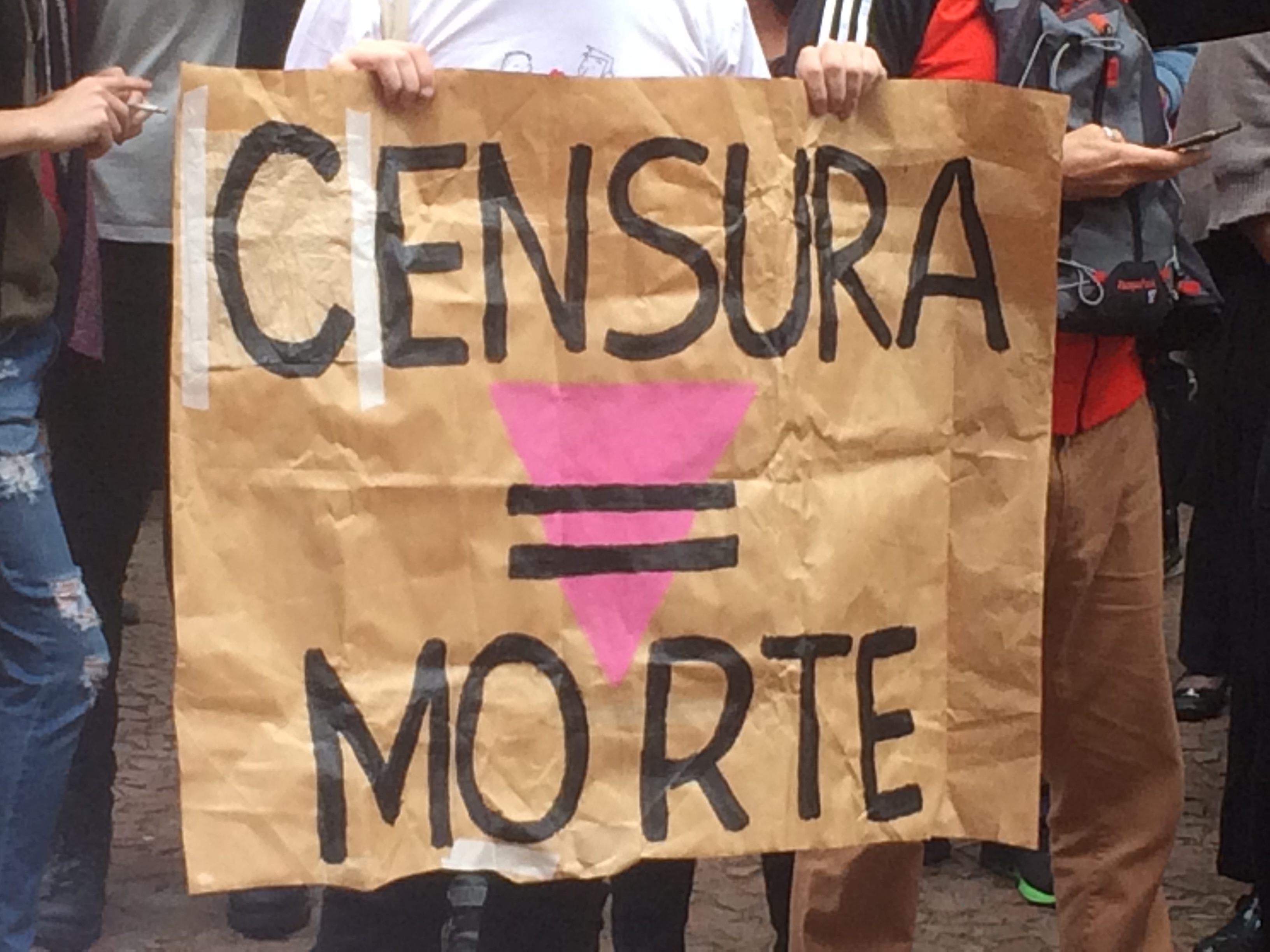
Cartaz confeccionado a mão, utilizando elementos gráficos como o triângulo rosa, que se tornou símbolo gráfico de luta política

Design ativismo, também conhecido como design ativista, se refere a um amplo movimento que relaciona a área do design com os aspectos socioeconômicos e políticos de uma sociedade de forma integrada e indissociável. Neste sentido, é uma forma de atuar politicamente, de maneira engajada, em diálogo com a ideia de protesto artístico, com o objetivo de confrontar o sistema econômico, injustiças sociais e práticas de consumo. Design ativismo objetiva influenciar políticas públicas, mudanças e práticas culturais em prol de sociedades mais equânimes.
Seus expoentes advogam que o design possui um papel central em promover mudanças sociais frente aos desafios sociais, ambientais e econômicas ao promover maior conscientização sobre os desafios sociais, ecológicos e econômicos da contemporaneidade e ao questionar aspectos socioeconômicos, como modo e quantidade de produção de bens materiais e a lógica de consumo não apenas na esfera individual, mas também nas esferas de produção, nas esferas políticas, que regulamentam e fiscalizam o modo como as indústrias produzem e administram seus resíduos e nas esferas de divulgação, além da responsabilidade das mídias digitais no que diz respeito à interesecção destas com o design.

## História
Apesar de a expressão "design ativismo" ter surgido recentemente, há exemplos mais antigos na história de pessoas e movimentos que questionavam a forma e os motivos pelos quais os objetos são produzidos. Dentre estes nomes estão John Ruskin, um dos famosos precursores do estilo Neogótico, e William Morris, que participou ativamente no movimento artístico Arts and Crafts. Ambos já alertavam desde o século XIX sobre a necessidade dese pensar e entender o design dos objetos fabricados para além de sua produção, trazendo portanto questões sociais, consequentemente se opondo com veemência à massificação de produção de bens, característica processo de industrialização que ocorria na época. Ruskin argumenta que a produção industrial retivava a beleza e a liberdade expressiva presentes nos objetos feitos pelos artesãos da época, em nome da produção massificada e pretendidamente perfetia dos produtos industriais.
Já no início da década de 70, Victor Papanek, um dos vanguardistas do que se entende hoje como design ativismo, amplia a responsabilidade do design - bem como dos designers - na produção dos objetos e das ideias que compõem as realidades material e social e, portanto, deve incorporar as questões emergenciais presentes nos tempos contemporâneos, como consumo responsável, tempo dos objetos (também discutido como obscolescência programada), reutilização e reciclagem, além de ampliar o debate para questões políticas e ambientais, para além das sociais, que já eram presentes, portanto se aproximando ao que atualmente se chama de design ativismo.

## Tipos de ativismos

### Design Feminista
O design feminista é uma maneira de pensar e criar objetos, espaços e serviços levando em conta as experiências diversas das pessoas, especialmente mulheres e outros grupos que costumam ser deixados de lado nas decisões de projeto. Essa forma de pensar pode ser aplicada em várias áreas, como design gráfico, moda, produtos, tecnologia e até no planejamento das cidades. A proposta é tornar o design mais justo, inclusivo e sensível às diferenças sociais e culturais.